# Meredo
Meredo és una parròquia del concejo asturià d'A Veiga al Principat d'Astúries (Espanya). És la parròquia més oriental del concejo i també la més gran, amb una extensió de 27,87 km². Comprèn la major part de la vall alta del riu Suarón i del seu afluent el Lormes. El temple parroquial està dedicat a Santa Marina. A la parròquia viuen 240 persones (INE Arxivat 2014-02-22 a Wayback Machine., 2012).

## Llogarets
- Bustelo
- A Ferraría
- Meredo
- Molexón
- Nafaría
- Penzol
- A Quintá
- Vinxói
- Xaraz

## Llocs d'interès
Martinet de Meredo: Ferreria hidràulica del segle xvii, recentment restaurat.